# Mofou
Pour les articles homonymes, voir Mofu.
Mofou (ou Moufou) est un canton du Cameroun situé dans le département du Mayo-Tsanaga et la Région de l'Extrême-Nord. Il se situe à 40km au Sud-Est de Mokolo.                               